# Winter-Paralympics 2010/Teilnehmer (Vereinigte Staaten)
| stlisierte Goldmedaille | stlisierte Silbermedaille | stlisierte Bronzemedaille |
| ----------------------- | ------------------------- | ------------------------- |
| 4                       | 5                         | 4                         |

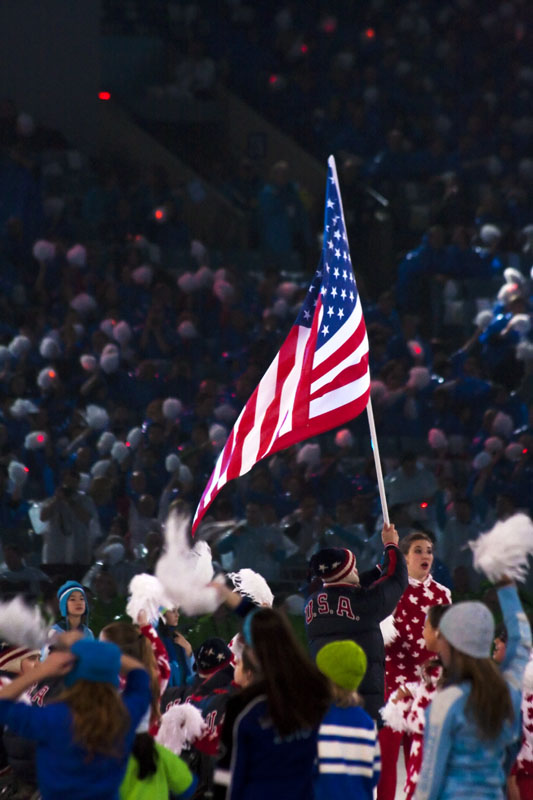
Heath Calhoun trug die amerikanische Flagge bei der Eröffnungsfeier

Die Vereinigten Staaten schickten bei den Winter-Paralympics 2010 in Vancouver 50 Athleten an den Start.
Fahnenträger bei der Eröffnungsfeier war der Alpinskifahrer Heath Calhoun.

## Teilnehmer nach Sportarten

### Sledge-Eishockey
Gruppenrunde: 1. Platz (Gruppe A); Bilanz: 3 Spiele, 3 Siege, 6 Punkte, 14:0 Tore
Finalrunde: Gold 
| - Mike Blabac - Steve Cash - Taylor Chace - Jimmy Connelly - Brad Emmerson | - Joseph Howard - Tim Jones - Nikko Landeros - Taylor Lipsett - Adam Page | - Josh Pauls - Alexi Salamone - Greg Shaw - Bubba Torres - Andy Yohe |

### Ski Alpin
| Damen: - Allison Jones Slalom, stehend: 5. Platz Riesenslalom, stehend: 9. Platz Abfahrt, stehend: 6. Platz Super-G, stehend: 9. Platz - Ricci Kilgore Slalom, sitzend: DSQ Riesenslalom, sitzend: 6. Platz - Luba Lowery Slalom, sitzend: 7. Platz Riesenslalom, sitzend: 9. Platz - Alana Nichols Slalom, sitzend: 8. Platz Riesenslalom, sitzend: Gold Abfahrt, sitzend: Gold Super-G, sitzend: Silber Super-Kombination, sitzend: Bronze - Hannah Pennington Slalom, stehend: 16. Platz Riesenslalom, stehend: 15. Platz - Caitlyn Sarubi & Gwynn Watkins (Guide) Slalom, sehbehindert: DNF Riesenslalom, sehbehindert: 6. Platz Abfahrt, sehbehindert: DNF Super-G, sehbehindert: 8. Platz - Laurie Stephens Slalom, sitzend: 5. Platz Riesenslalom, sitzend: 5. Platz Abfahrt, sitzend: Silber Super-G, sitzend: 4. Platz - Elitsa Storey Slalom, stehend: DNS Riesenslalom, stehend: DNF Abfahrt, stehend: DNS - Danelle Umstead & Rob Umstead (Guide) Slalom, sehbehindert: DNF Riesenslalom, sehbehindert: 8. Platz Abfahrt, sehbehindert: Bronze Super-G, sehbehindert: 4. Platz Super-Kombination, sehbehindert: Bronze - Stephani Victor Slalom, sitzend: Silber Riesenslalom, sitzend: Silber Abfahrt, sitzend: 4. Platz Super-G, sitzend: 6. Platz Super-Kombination, sitzend: Gold | Herren: - Mark Bathum & Slater Storey (Guide) Slalom, sehbehindert: 11. Platz Riesenslalom, sehbehindert: DSQ Abfahrt, sehbehindert: Silber Super-G, sehbehindert: 4. Platz - Carl Burnett Slalom, sitzend: 9. Platz Riesenslalom, sitzend: 14. Platz Super-G, sitzend: DNF - Heath Calhoun Slalom, sitzend: DNF Super-G, sitzend: 8. Platz - Nicholas Catanzarite Riesenslalom, sitzend: 23. Platz Super-G, sitzend: DNF - Christopher Devlin-Young Slalom, sitzend: DNF Riesenslalom, sitzend: DNF Abfahrt, sitzend: 13. Platz Super-G, sitzend: 4. Platz - Ralph Green Slalom, stehend: 22. Platz Riesenslalom, stehend: 29. Platz Super-G, stehend: DSQ - Gerald Hayden Slalom, sitzend: 16. Platz Riesenslalom, sitzend: DNF - Ian Jansing Riesenslalom, stehend: 32. Platz - Monte Meier Slalom, stehend: 8. Platz Abfahrt, stehend: 22. Platz Super-G, stehend: 27. Platz - George Sansonetis Slalom, stehend: DSQ Riesenslalom, stehend: 27. Platz Abfahrt, stehend: 21. Platz Super-G, stehend: 31. Platz - Joseph Tompkins Abfahrt, sitzend: DNF - Tyler Walker Slalom, sitzend: 10. Platz Riesenslalom, sitzend: 16. Platz Abfahrt, sitzend: DNF Super-G, sitzend: 22. Platz - Bradley Washburn Slalom, stehend: 9. Platz Riesenslalom, stehend: 16. Platz Abfahrt, stehend: 14. Platz Super-G, stehend: 17. Platz - John Whitney Slalom, stehend: 23. Platz Riesenslalom, stehend: 28. Platz Super-G, stehend: 28. Platz |

### Ski Nordisch (SkilanglaufundBiathlon)

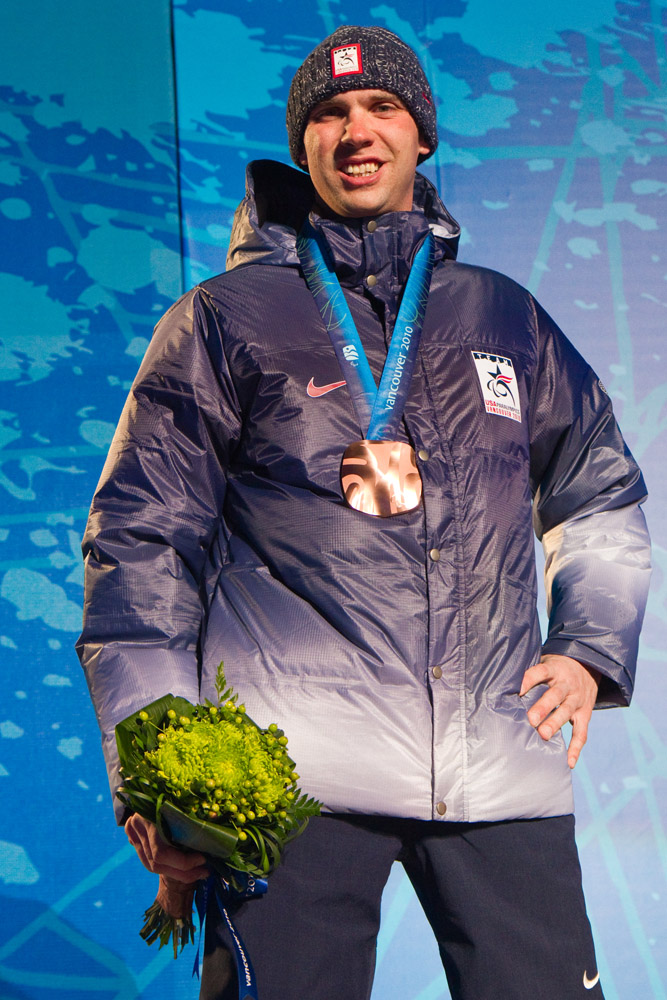
Andy Soule bei der Siegerehrung der Biathlon-Verfolgung der sitzenden Klasse. Seine Bronzemedaille war die erste Medaille eines US-Amerikaners im Biathlon bei Paralympischen Spielen.

| Damen: - Monica Bascio Langlauf: 10 km, sitzend: 9. Platz Langlauf: 5 km, sitzend: 10. Platz - Kelly Underkofler Biathlon: 3 km Verfolgung, stehend: 9. Platz Biathlon: 12,5 km, stehend: 9. Platz Langlauf: 15 km, stehend: 8. Platz Langlauf: 5 km klassisch, stehend: 10. Platz | Herren: - Sean Halsted Langlauf: 15 km, sitzend: 9. Platz Langlauf: 10 km, sitzend: 7. Platz - Chris Klebl Langlauf: 15 km, sitzend: 8. Platz Langlauf: 10 km, sitzend: 16. Platz - Greg Mallory Langlauf: 15 km, sitzend: 26. Platz Langlauf: 10 km, sitzend: 24. Platz - Andy Soule Biathlon: 2,4 km Verfolgung, sitzend: Bronze Biathlon: 12,5 km, sitzend: 4. Platz Langlauf: 15 km, sitzend: 10. Platz Langlauf: 10 km, sitzend: 12. Platz |

### Rollstuhlcurling
4. Platz
- James Joseph
- Jacqui Kapinowski
- Patrick McDonald
- Augusto Perez
- James Pierce